# Bematistes distincta
Bematistes distincta är en fjärilsart som beskrevs av Le Doux 1937. Bematistes distincta ingår i släktet Bematistes och familjen praktfjärilar. Inga underarter finns listade i Catalogue of Life.